# Nürensdorf
Nürensdorf là một đô thị thuộc huyện hành chính Bülach, bang Zürich, Thụy Sĩ. Đô thị này có diện tích 10,09 km2, dân số thời điểm tháng 12 năm 2009 là 5.152 người.